# Прапор Почаєва
Прапор Почаєва — офіційний символ міста Почаєва Тернопільської області. Затверджений 2000 року рішенням сесії Почаївської міської ради.
Автор — А. Гречило. 

## Опис прапора
Квадратне полотнище, розділене на дві горизонтальні смуги, синю і червону; на верхній синій смузі жовта восьмипроменева зірка, на нижній червоній — білий прямий хрест (ширина рамен рівна 1/7 сторони прапора), що торкається раменами верхньої смуги і країв.

## Зміст
Зірка уособлює Богородицю. Білий хрест на червоному тлі вказує на місто та його розташування на землях історичної Волині. 
Квадратна форма полотнища відповідає усталеним вимогам для муніципальних прапорів (прапорів міст, селищ і сіл).